# Милован Челебић
Милован Челебић (Штитари, код Цетиња, 1912 — близина Калиновика, март 1943), учесник Народноослободилачке борбе и народни херој Југославије.

## Биографија
Рођен је 1912. године у селу Штитари, код Цетиња, у породици црногорског официра. Гимназију је завршио у Цетињу, након чега је уписао Правни факултет у Београду. Члан Комунистичке партије Југославије постао је 1934. године.
Учесник Народноослободилачке борбе је од 1941. године. Током Тринаестојулског устанка учествовао је у борбама за ослобођење родног краја. Утицао је да се и његов отац, официр бивше црногорске војске, определи за Народноослободилачки покрет Југославије.
У новембру 1941. је био именован за политичког комесара Љешанског партизанског батаљона. Након два месеца је постао командант Горњолешанског батаљона.
У пролеће 1942. био је постављен за заменика команданта Другог ударног батаљона Ловћенског одреда, а мало касније за командира омладинске ударне чете.
Приликом формирања Четврте пролетерске црногорске бригаде био је постављен за заменика команданта Другог батаљона.
Почетком 1943. био је упућен у Другу далматинску бригаду на функцију заменика политичког комесара батаљона. Непуна два месеца касније, био је тешко рањен у борби на Јабланици. Умро је од последица рањавања два месеца после, код Калиновика.
Указом председника Федеративне Народне Републике Југославије Јосипа Броза Тита, 10. јула 1953. године, проглашен је за народног хероја.